# 1812 год (увертюра)
Торжественная увертюра «1812 год», соч. 49 — оркестровое произведение Петра Ильича Чайковского в память о победе России в Отечественной войне 1812 года. Пользуется популярностью в мире из-за эффектного звучания и важности событий 1812 года для Европы и Америки. В исполнении участвуют колокола, в финале предусмотрены пушечные залпы.
Премьера увертюры состоялась в Храме Христа Спасителя 8 (20) августа 1882 года.

## Обзор
Торжественная увертюра «1812 год» (1880 г.) принадлежит к особому роду произведений, предназначенных для исполнения в больших помещениях или на открытом воздухе. Эта монументальная, программная пьеса написана для исполнения большим составом симфонического оркестра с прибавлением группы ударных, больших колоколов и подвешенного барабана, употребляемого в оперных оркестрах для изображения пушечных выстрелов, а также группы инструментов военного оркестра (по желанию).
Чайковский не дал литературной программы к увертюре, но образы пьесы настолько конкретны, что не нуждаются в разъяснениях. В большом вступлении к сонатному allegro последовательно проходят три темы: молитва о даровании победы «Спаси, Господи, люди твоя» и две оригинальных темы — тревоги и героических военных сигналов. Сонатное аллегро многотемно. Кроме главной и побочной партий, контрастных друг другу, в аллегро введены темы, символизирующие две враждебные силы: русская песня «У ворот, ворот батюшкиных» и «Марсельеза». Обе имеют большое значение в разработке и репризе сонатной формы. В торжественной коде снова звучит тема молитвы в импозантном тембре медных, после чего появляется тема русского гимна «Боже, Царя храни!».
В коде Чайковский изобразил яркую картину победы русского войска, использовав эффект колокольного перезвона и пушечного салюта.
Тематика увертюры основана на конкретных жанровых типах. Напевная мелодия побочной партии близка лирическим народным песням. С образом напева «У ворот, ворот батюшкиных» композитор связывал с исконной духовной стойкостью русских воинов. В характеристике русских образов Чайковский удачно использовал фольклорный материал, в характеристике французского нашествия он использовал тему «Марсельеза». Несмотря на то, что «Марсельеза» для европейца ассоциируется с чистотой и свободой, в увертюре она звучит напряжённо, зловеще, с диссонансами на втором плане — это логичное решение, ведь русское дворянство боготворило французскую культуру, они разговаривали на французском языке, повторяли манеры французов и их моду. Но вот наполеоновская армия подошла к Москве, и, естественно, все «прекрасно-французское» мгновенно обретает иной окрас, и «Марсельеза» уже рисует образ врага, характеризует нашествие, что вносит дополнительный драматизм в структуру целого.
Увертюра «1812 год» — эффектное произведение. Патриотическая идея придаёт ей героический характер, а величавое окончание утверждает его.
В советское время эту увертюру, как правило, исполняли в редакции Виссариона Шебалина, где вместо темы «Боже, царя храни!» использована главная тема эпилога из оперы Глинки «Жизнь за царя» (транспонированная в ми-бемоль мажор). Существуют также редакции Сергея Кусевицкого и Эндрю Корнэлла, в которых темы молитвы и русского гимна дублируются смешанным хором.

## Инструменты
- Духовой оркестр1 (только в конце)
- Деревянные духовые: флейта-пикколо, 2 флейты, 2 гобоя, английский рожок, 2 кларнета и 2 фагота
- Медные духовые: 4 валторны в F, 2 корнета, 2 трубы, 3 тромбона (2 тенор, 1 бас) и туба
- Ударные: литавры, большой барабан, малый барабан, тарелки, бубен, треугольник, колокола и пушка
- Струнные: скрипки, альты, виолончели и контрабасы

## День независимости США
В США увертюра «1812 год» является традиционной завершающей частью музыкальных концертов в честь Дня независимости США и в американском сознании тесно ассоциируется с празднованием Дня независимости и фейерверк-шоу. Для многих американцев название «1812 год» напоминает скорее об англо-американской войне 1812 года, с которой связан и гимн США. Эту традицию заложили в 1974 году руководитель Бостонского оркестра популярной музыки Артур Фидлер и бизнесмен Дэвид Мугар — постоянный спонсор бостонских концертов на День независимости. Мугар предложил Фидлеру использовать для завершения концерта увертюру Чайковского, включая использование настоящих пушек, колоколов и фейерверков. Этот финал оказался чрезвычайно эффектным и окрыляющим, так что и Бостонский оркестр, и другие устроители концертов на День независимости повторяли музыкальный номер и в следующие годы. Профессор Бостонской консерватории Джен Суоффорд, объясняя стойкость традиции, отмечал, что исполнение «1812 года» включает в себя запуск фейерверков — естественное начало ещё более традиционного фейерверк-шоу на День независимости. К тому же завершение «1812 года» в любом случае звучит возвышенно, патриотически, празднично — как кульминационный пункт вечера, «взрыв радости, фейерверков и пушек».

## В культуре
- В начальной и завершающей сценах фильма «V — значит вендетта».
- Насвистывалась Джоном Китингом в фильме «Общество мёртвых поэтов».
- Исполнялась школьным оркестром в серии «Bart the Daredevil» мультсериала «Симпсоны».
- Исполнялась на телеканале «Россия» в рекламе проекта «Имя Россия» и в заставке программы «Вести недели» в 2001-2002 годах.
- Обсуждается в комиксе «Кальвин и Гоббс» (выпуск от 8 октября 1986 года)[5].
- В сериале «Пуаро Агаты Кристи» (серия «Исчезновение господина Давенхайма») звучание увертюры используется для маскировки ударов инструмента при взломе сейфа.
- В сериале «Коломбо» это любимое произведение главного персонажа серии «Убийство по нотам», известного композитора — в присутствии Коломбо он постоянно слушает пластинку с ним.
- В фильме «Мулан» в концовке песни солдат «Лучше мечтать о девушке своей» в качестве проигрыша использована характерная музыкальная фраза из увертюры Чайковского. В 2020 версии в качестве инструментального
- В сериале «На краю Вселенной» в 4 сезоне у главного героя Крайтона появляется друг-дроид с надписью на корпусе «1812», который по ходу сезона несколько раз играет это произведение. Его иногда насвистывает и сам Крайтон.
- В фильме «King’s Man: Начало» исполняется во время боя Григория Распутина с Артуром, Конрадом и Мерлином, а также во время титров.
- В фильме «Койот против Acme» звучит хоровая версия звуками «Бип-бип» Дорожного бегуна.